# Bokholt-Hanredder
Bokholt-Hanredder – miejscowość i gmina w Niemczech w kraju związkowym Szlezwik-Holsztyn, w powiecie Pinneberg, wchodzi w skład urzędu Rantzau.